# تشابك (زخرفة)

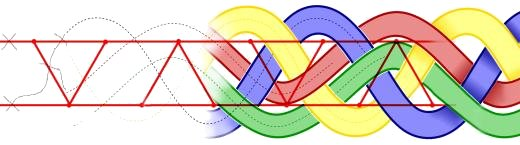
مبدأ بناء إفريز ابتداءً من تشابك بسيط لاربع حبال. هذا التسلسل قد يتكرر إلى ما لا نهاية

التشابك (Decorative knots) هو شكل من أشكال الزينة (المرسومة أو المنحوتة) تستند على تكرار منحنيات متشابكة، بسيطة أو معقدة، بشكل مشابه للعقد التي يمكن القيام بها بالحبال أو تلك للسلال المنسوجة يدويا.
كلمة «تشابك» تشير غالباً إلى الزخرفة السلتيكية أو ما شابة (الفايكنج على سبيل المثال)، في حين أن كلمة «أرابيسك» تشير إلى الفنون الزخرفية التي نشأت في الشرق الأوسط والتي كثيرا ما تكون مستلهمة من العناصر النباتية (الجذوع، الورق، الالياف) وليس من عقد الحبال.
أشكال تشابك أخرى كانت تستخدم للزينة في العالم، مثل الوشم التي هي مستوحاة من بعض الأشكال الحديثة ومن أنماط سلتيكية تقليدية لشمال أوروبا أو منقحة.
أشكال إنسانية أو حيوانية أو نباتية كثيرا ما تكون مختلطة مع أشكال التشابك التقليدية.

## وصلات خارجية
- تشابك: برنامج بحث تعليمي